# Svinče
Rybník Svinče o výměře vodní plochy 2,6 ha se nalézá asi 1,2 km severovýchodně od centra obce Kosičky v okrese Hradec Králové u silnice III. třídy č. 32329 vedoucí z obce Kosičky do obce Babice. Rybník je využíván pro chov ryb.
Rybník Svinče je spolu s okolními rybníky Vondránek, Vysušil a Řepíček pozůstatkem bývalé rozsáhlé Chlumecké rybniční soustavy, která v době svého největšího rozkvětu čítala na 193 rybníků vybudovaných v průběhu 15. až 16. století v oblasti povodí řek Cidliny a Bystřice.

## Galerie

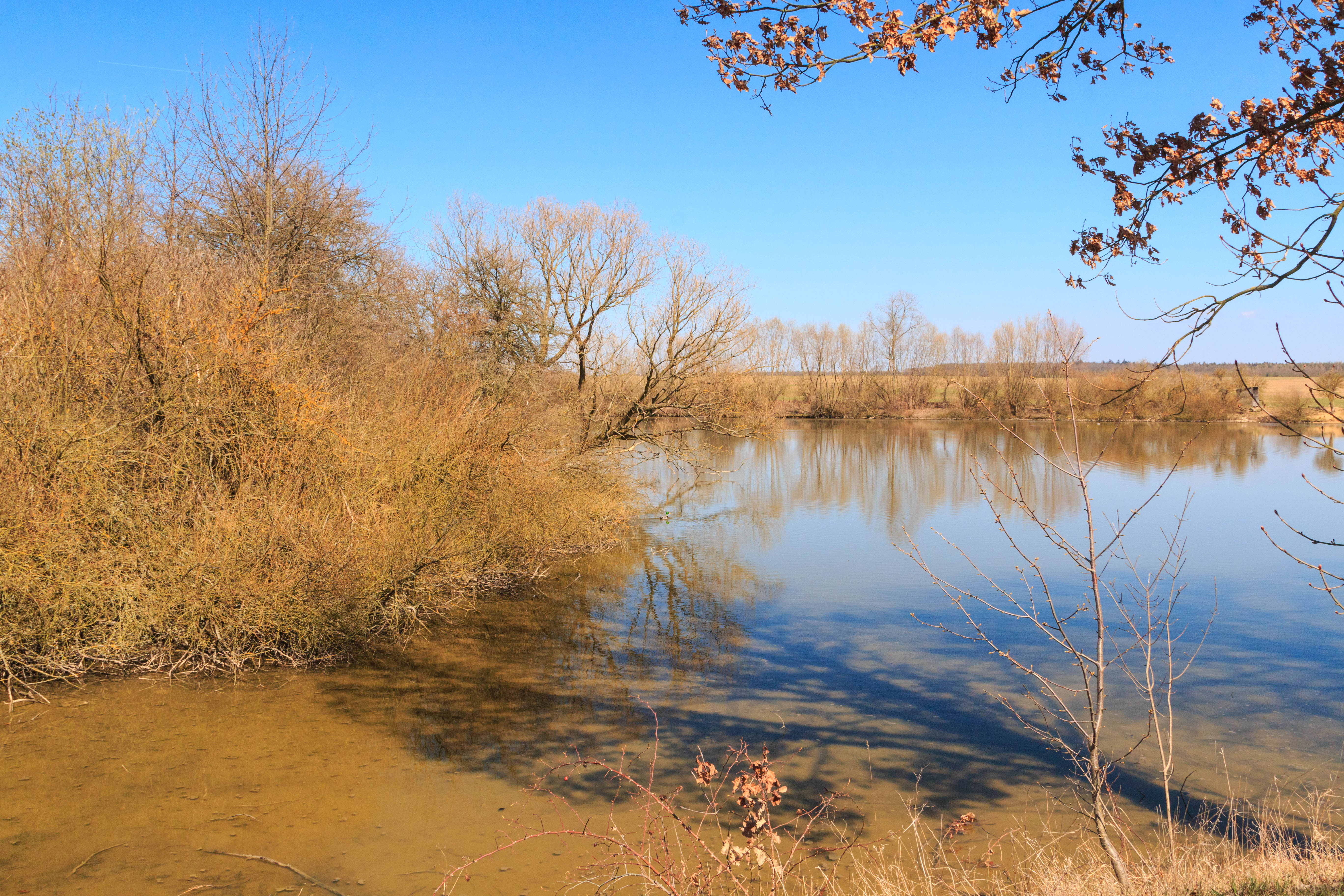
pohledy na rybník Svinče
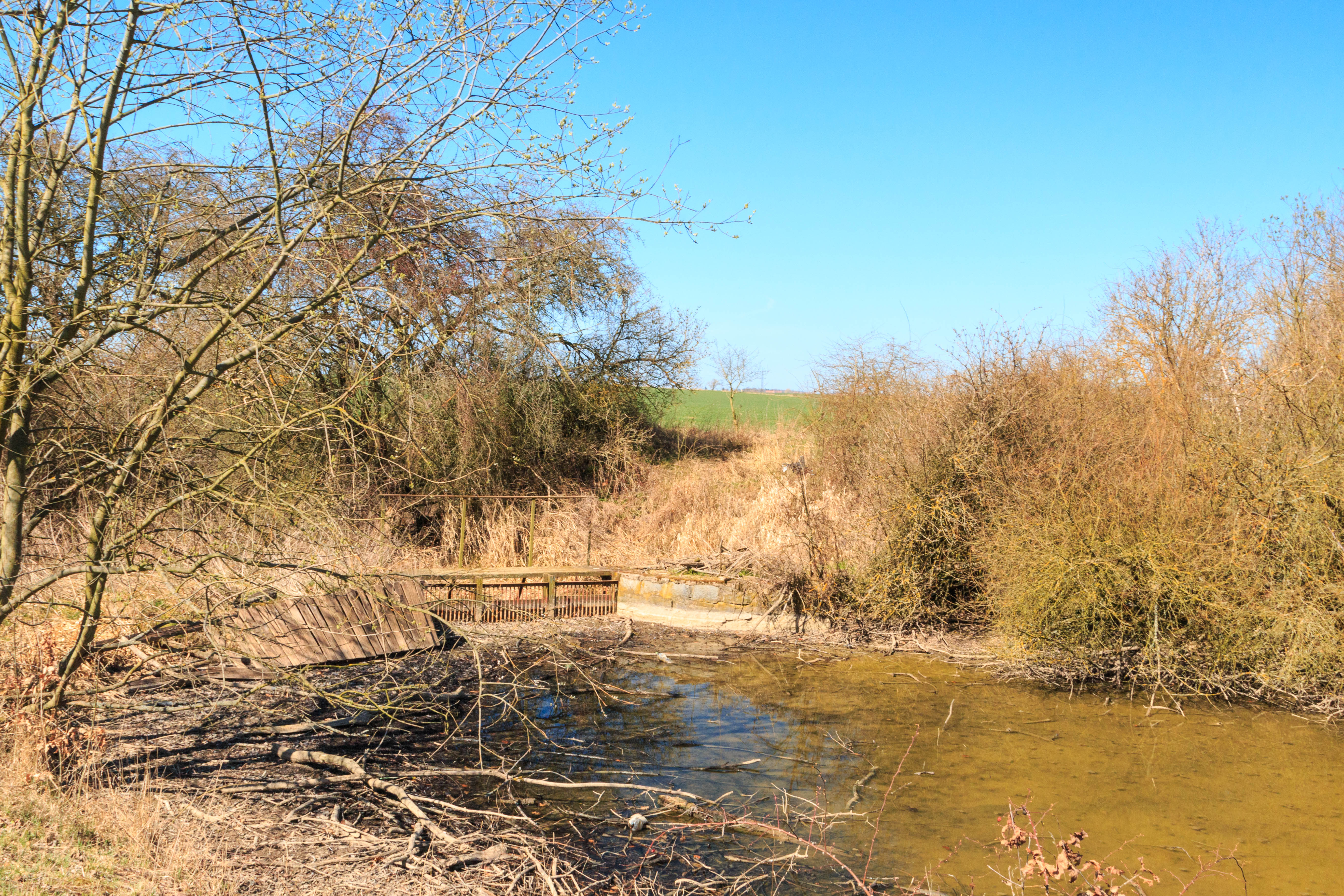
pohledy na rybník Svinče
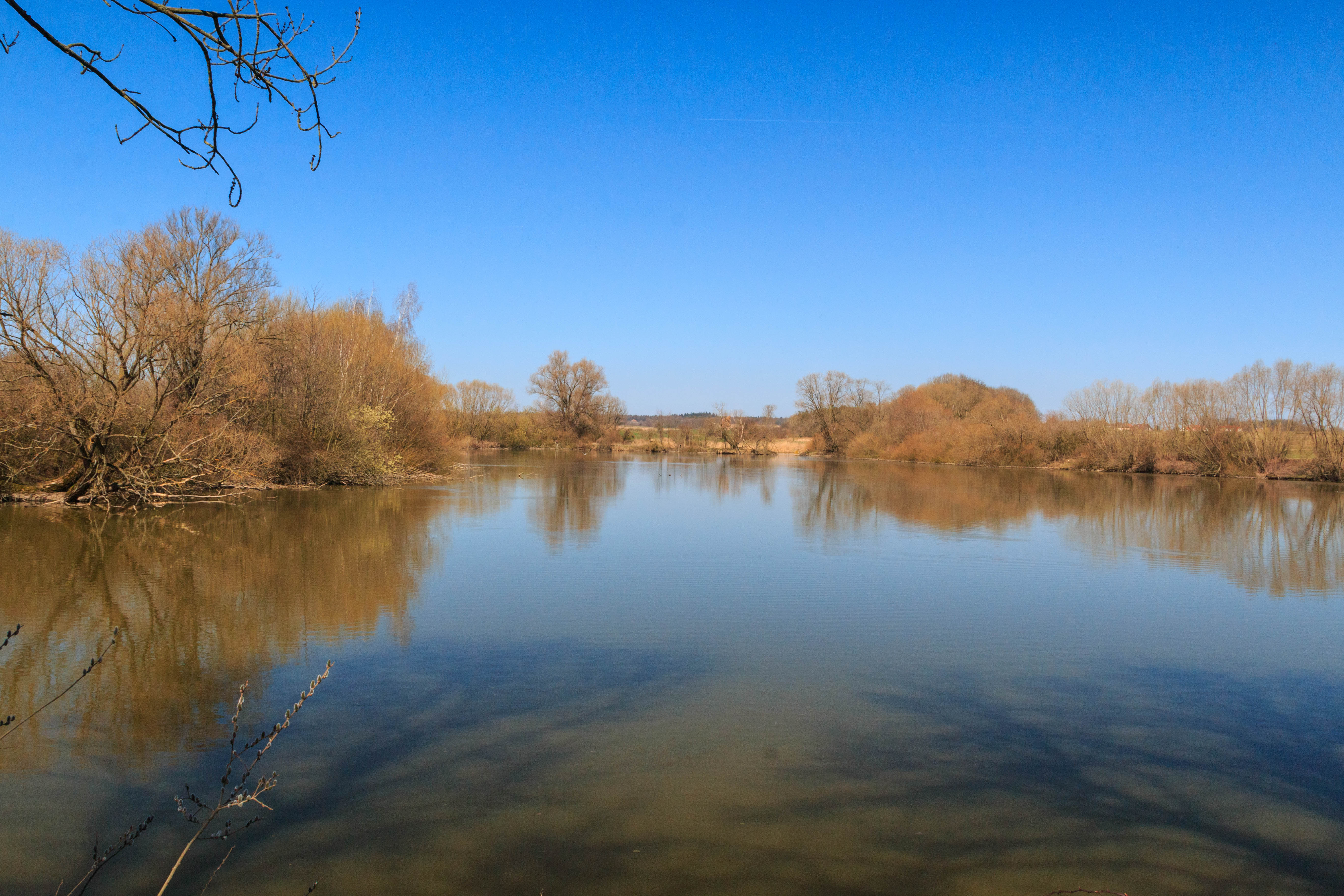
pohledy na rybník Svinče
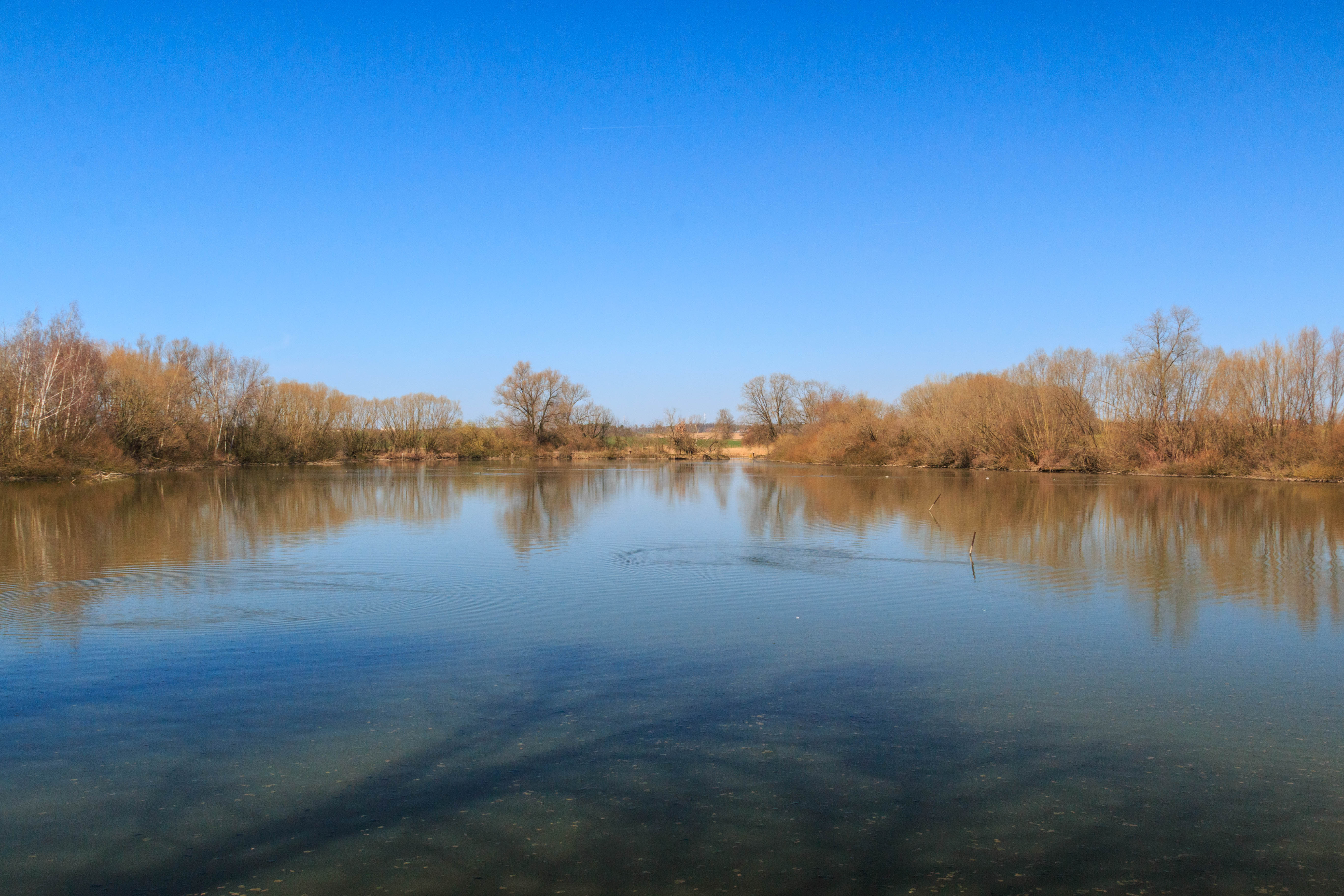
pohledy na rybník Svinče